# RSO Records
La RSO Records è stata un'etichetta discografica fondata nel 1973 dal produttore discografico e impresario teatrale Robert Stigwood. RSO è l'acronimo di Robert Stigwood Organisation.
L'etichetta ha chiuso i battenti nel 1983. Nel suo decennio di attività ha prodotto album di Bee Gees, Yvonne Elliman, Eric Clapton e Andy Gibb, oltre a memorabili colonne sonore, quali quelle per Saranno famosi, Grease - Brillantina, La febbre del sabato sera, L'Impero colpisce ancora, Il ritorno dello Jedi, Sparkle e Times Square.

## Distribuzione
- Atlantic Records (marzo 1973 - dicembre 1975)
- Polydor Records (gennaio 1976 - dicembre 1977)
- PolyGram Group (gennaio 1978 - ottobre 1981)
- PolyGram Records (novembre 1981 - 1983)